# Fort Worth Texans
Fort Worth Texans var ett amerikanskt professionellt ishockeylag som spelade i Central Hockey League (CHL) mellan 1967 och 1982, de första sju åren hette de dock Fort Worth Wings. Ishockeylaget har sitt ursprung från att vara Memphis Wings som spelade i Memphis i Tennessee mellan 1964 och 1967.
Ishockeylaget spelade sina hemmamatcher i Will Rogers Memorial Center i Fort Worth i Texas.
Det var farmarlag till Detroit Red Wings, St. Louis Blues, New York Islanders, Los Angeles Kings, Minnesota North Stars och Colorado Rockies (NHL).
De vann Adams Cup, som delades ut till det lag som vann CHL:s slutspel, för säsongen 1977–1978.

## Spelare
Ett urval av ishockeyspelare som spelade för Wings/Texans.
| Fort Worth Wings - Roger Crozier - Denis DeJordy - Roy Edwards - George Gardner - Gerry Hart - Ed Hatoum - Chico Resch - Doug Roberts - Jim Rutherford | Fort Worth Texans - Bob Bourne - Aaron Broten - Mike Gillis - Peter Gustavsson - Lorne Henning - Mike Hordy - Steve Jensen - Christer Kellgren - Bob Lorimer - Bill MacMillan - Michel Plasse - Darcy Regier - Don Saleski - Dave Taylor - Hardy Åström |